# سیارک ۲۱۷۲۳
سیارک ۲۱۷۲۳ (به انگلیسی: 21723 Yinyinwu، نامگذاری:1999RT128) بیست و یک هزار و هفتصد و بیست و سومین سیارک کشف شده‌است که در ۹ سپتامبر ۱۹۹۹ کشف شد.
قدر مطلق سیارک برابر ۲۰.۴ است.